# Santonitermes transbaikalicus
Santonitermes transbaikalicus (лат.) — ископаемый вид термитов рода Santonitermes (семейство Hodotermitidae). Обнаружен в меловых отложениях России, Забайкальский край, Черновские Копи, Doronino Formation, меловой период (нижний мел на границе с верхнеюрским периодом), более 125 млн лет. Один из самых древних видов общественных насекомых, таких как пчёлы, термиты и муравьи.

## Описание
Мелкие ископаемые термиты, которые были описаны по отпечаткам крыльев имаго. Длина переднего крыла около 11 мм, ширина более 3,5 мм. Жилка M трёхразветвлённая и отделена от жилки R. Жилка CuA хорошо развита, имеет 10 задних ветвей.
Вид Santonitermes transbaikalicus, был впервые описан в 2014 году словацким палеоэнтомологами Петром Врсанским (Peter Vrsansky; Geological Institute, Slovak Academy of Sciences, Братислава, Словакия) и российским энтомологом Данилом Аристовым (Лаборатория членистоногих, Палеонтологический институт РАН, Москва) вместе с Mastotermes nepropadyom.
Видовое название S. transbaikalicus происходит от имени места обнаружения (Забайкалье). Таксономическое положение неясно. Предварительно этот вид включён в состав семейства Hodotermitidae Desneux, 1904 в род Santonitermes Engel, Nel & Perrichot, 2011, в котором известны такие ископаемые виды как Santonitermes chloeae Engel, Nel & Perrichot, 2011 (альбский ярус, около 100 млн лет, Франция). В настоящее время семейство Hodotermitidae Desneux, 1904 наряду с австралийским Mastotermitidae рассматриваются самыми примитивными из их современных представителей термитов.